# Campylopterus phainopeplus
Campylopterus phainopeplus là một loài chim trong họ Trochilidae.